# San Vito di Cadore
San Vito di Cadore est une commune italienne de  1 936 habitants de la province de Belluno, dans la région Vénétie.

## Géographie
Située dans une vaste cuvette au cœur des Dolomites orientales, elle est entourée des sommets de l'Antelao, du Pelmo, de la Croda Marcora et des Marmaroles occidentales. Le fond de la vallée est parcouru par le torrent Boite, qui donne son nom à la vallée ; tout autour du village, jusqu'au pied des falaises, s'étendent des prés et des bois mixtes de conifères et feuillus.
L'altitude de la commune est comprise entre 927 m et 3 264 m.

### Hameaux
La commune comprend les localités suivantes, d'aval en amont : Resinego, Serdes, Jesa (centre du village), Costa, Chipuzza.

### Communes limitrophes
Les communes limitrophes de San Vito di Cadore sont : Auronzo di Cadore, Borca di Cadore, Calalzo di Cadore, Colle Santa Lucia, Cortina d'Ampezzo, Selva di Cadore et Vodo di Cadore.

## Histoire
Le premier document attestant l'existence de San Vito date de 1203, mais la présence d'un habitat stable remonte environ à l’an 1000. Les premières regole, formes de propriété collective, sont instituées dès le XIIIe siècle. On en retrouve encore des traces dans l'administration actuelle.
Pendant tout le Moyen Âge, San Vito, comme d'ailleurs le reste du Cadore, est restée étroitement liée au Frioul, dont elle dépendait tant sur le plan politique que religieux. Ce n'est qu'au Moyen Âge tardif que le Cadore se défit de la tutelle directe du patriarcat d'Aquilée. En 1420, avec la conquête par Venise du Patriarcat d'Aquilée, tous les territoires assujettis à ce dernier passèrent sous la domination vénitienne, y compris le Cadore, et donc San Vito. Les liens séculaires avec le Frioul ne s'en trouvèrent pas pour autant dissous et persistèrent jusqu'au XIXe siècle aussi bien sur le plan religieux qu'administratif.
En 1752, pour résoudre un conflit relatif aux frontières de haute montagne entre Ampezzo (alors sous la domination des Habsbourg) et San Vito (qui faisait partie de la république de Venise), les autorités imposèrent aux habitants de la commune de construire à leurs frais et en 90 jours seulement une muraille longue de presque 2 km et haute de 1,80 m. La muraille est encore visible aujourd'hui, ainsi que plusieurs croix frontalières. Avec la chute de la république de Venise, San Vito fera partie du royaume de Lombardie-Vénétie. Intégrée au royaume d'Italie en 1866, elle connaîtra les années difficiles de l'occupation autrichienne pendant la Première Guerre mondiale, pour devenir une station touristique dès le milieu du XXe siècle.
Plusieurs glissements de terrain et inondations, notamment dans les années 1730, 1814, 1882, 1966 et 2015, laissèrent une lourde empreinte sur la vie de la communauté.

## Administration
| Période           | Période           | Identité           | Étiquette     | Qualité                      |
| ----------------- | ----------------- | ------------------ | ------------- | ---------------------------- |
| 2 juillet 1985    | 21 mars 1990      | Mario Pagan        | Liste civique | Sindaco                      |
| 18 juin 1990      | 14 juin 2004      | Vittore De Sandre  | Liste civique | Sindaco                      |
| 14 juin 2004      | 8 juin 2009       | Gianpietro De Vido | Liste civique | Sindaco                      |
| 8 juin 2009       | 26 mai 2014       | Andrea Fiori       | Liste civique | Sindaco                      |
| 28 mai 2014       | 31 mai 2015       | Nicola De Stefano  |               | commissario prefettizio (it) |
| 31 mai 2015       | 22 septembre 2020 | Franco De Bon      | Liste civique | Sindaco                      |
| 22 septembre 2020 | En cours          | Emanuele Caruzzo   | Liste civique | Sindaco                      |

## Transports et communication
San Vito est traversée par la Strada statale 51 di Alemagna (it), route historique qui relie depuis le Moyen Âge l'Europe centrale à Venise, port d'où l'on partait pour le Moyen-Orient et la Terre sainte.

## Culture et patrimoine
San Vito est tout particulièrement renommée comme localité touristique et station de sports d’hiver, mais elle recèle aussi un patrimoine historique et culturel.

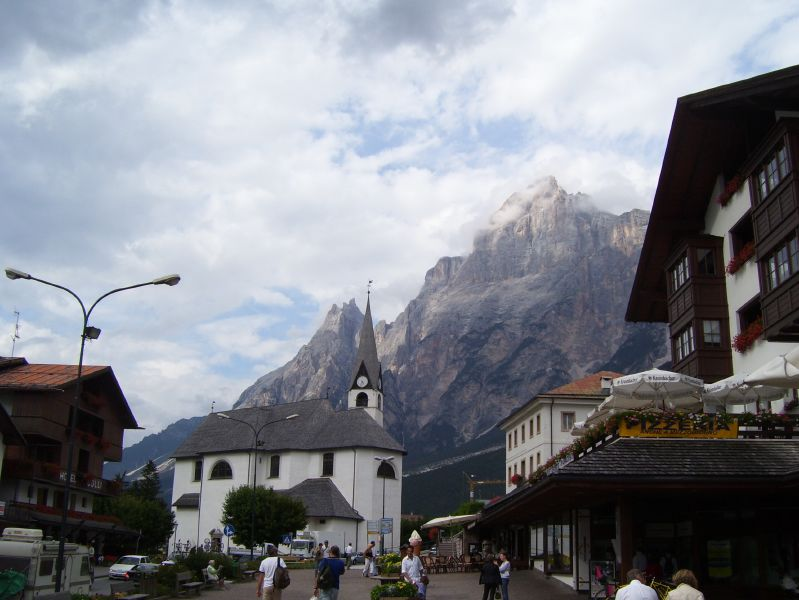
Centre de San Vito avec l'église paroissiale.

L'église paroissiale, dédiée aux saints Vite, Modeste et Crescence remonte à 1200, mais l'édifice actuel est issu d'une reconstruction de 1760. Une fresque représentant saint Christophe provient de l'ancienne église. À l'intérieur, on remarquera le retable du maître-autel, de Francesco Vecellio, frère du grand maître Titien, ici à l'apothéose de sa création, ainsi qu'un retable du XVIe siècle figurant les saints Hermagore et Fortunat.
La petite église Notre-Dame-de-la-Défense, au pied de l'église paroissiale, est déjà mentionnée dans un inventaire de 1490. Son abside abrite une fresque de style gothique international représentant l'affrontement entre les troupes du Patriarcat d’Aquilée et celles de Sigismond de Luxembourg. Ce fait d'armes s'est déroulé lors de l'hiver 1411 près du col de Cimabanche et, selon la tradition, l'invasion aurait été déjouée par l'intercession de la Vierge de la Défense. Le retable est ici encore de Francesco Vecellio.
Méritent encore d'être mentionnées l'église de Chiapuzza pour son ancien orgue et celle de Serdes, qui conserve un retable de Jacopo Da Bassano.
L'Alpe de Mondeval recèle un site archéologique du mésolithique.